# Indépendant (cyclisme)
Pour les articles homonymes, voir Indépendant.
Indépendant est un statut auquel les coureurs cyclistes amateurs pouvaient accéder en France et en Belgique, sous réserve de l'atteinte d'un certain niveau (la 1re catégorie en France). Ce statut permettait évidemment de se confronter à d'autres amateurs mais également à des professionnels sur des courses mixtes telles que la Polymultipliée lyonnaise.
Ce statut a eu cours dès le début du XXe siècle, jusqu'à une date indéterminée[Quand ?]. À noter l'existence (elle aussi révolue) d'un championnat de France des Indépendants.